# Jizzax
Jizzax oder Dschissach (usbekisch-kyrillisch Жиззах, russisch Джизак Dschisak) ist eine Stadt in Usbekistan und Hauptstadt der Viloyat Jizzax.

## Geografie

### Geografische Lage
Die Stadt liegt im Randbereich der Mirzachoʻl-Steppe und nahe dem strategisch wichtigen Jilanutipass, der den Zugang zum Serafschantal ermöglicht.

### Bevölkerung
Die Stadt hatte 179.200 Einwohner (Stand 1. Juli 2020).

## Geschichte
Jizzax war früher ein Knotenpunkt der Seidenstraße auf der Route Samarkand–Ferghanatal.
1916 war Jizzax das Zentrum einer anti-zaristischen Bewegung, die als Vorläufer der Revolution von 1917 gilt. Es ereigneten sich Aufstände von einheimischen Bauern und Handwerkern in der Region zwischen Taschkent und Samarqand, die aber schnell durch russische Militärs eingedämmt wurden.

## Bildung
In Jizzax gibt es fünf Hochschulen:
- Pädagogische Hochschule Jizzax
- Polytechnisches Institut Jizzax[2]

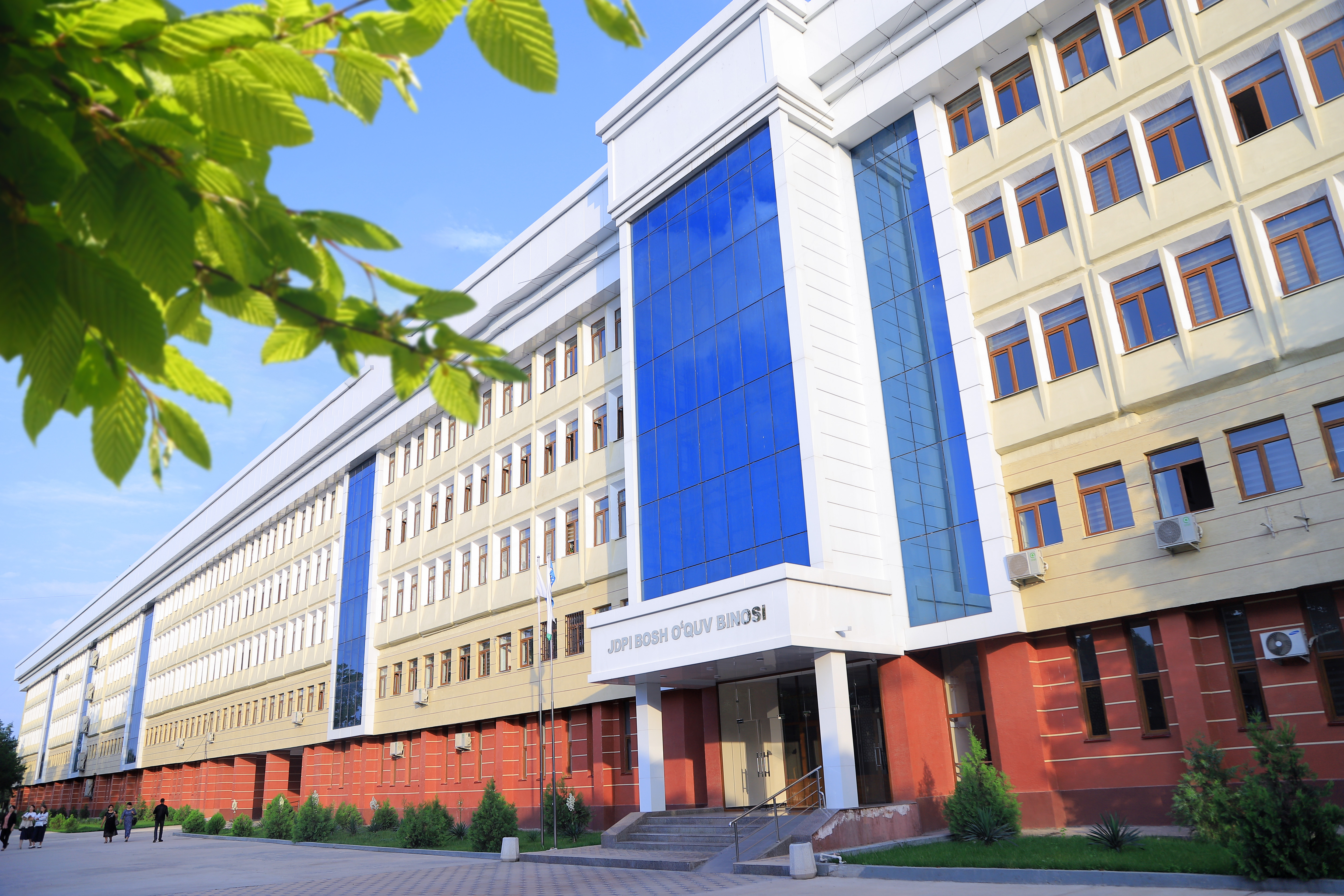
Jizzakh State Pedagogical University

- Zweigstelle der Kasaner Föderalen Universität[3]
- Zweigstelle der Usbekischen Universität Mirzo Ulugbek[4]
- Zweigstelle der Sambhram Universität (private Hochschule)[5]

## Verkehr

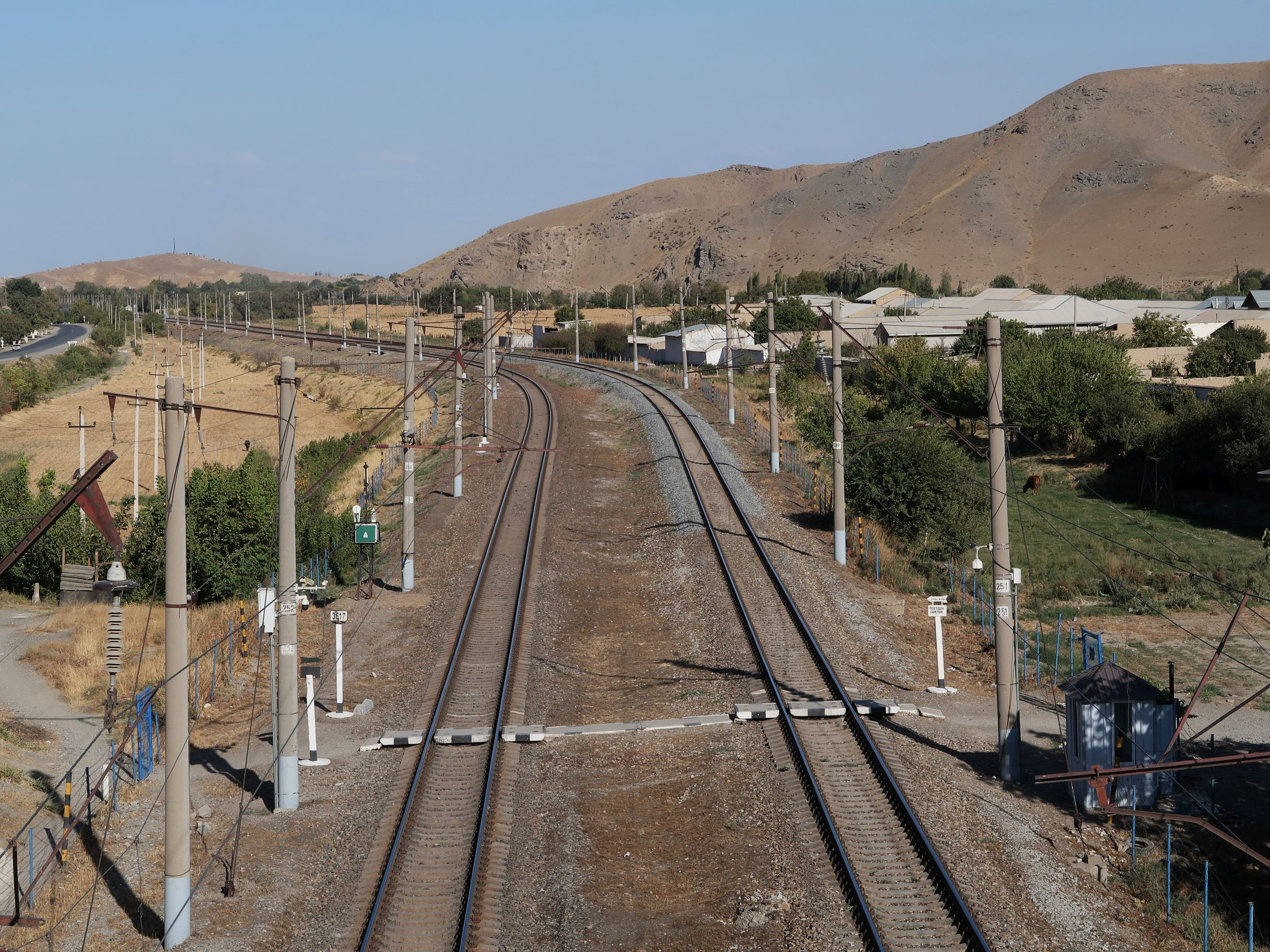
Transkaspische Eisenbahn

Der Bahnhof von Jizzax liegt an der Transkaspischen Eisenbahn.

## Sport
Der örtliche Fußballverein FK Soʻgʻdiyona Jizzax spielt in der Uzbekistan Super League. Seine Heimspiele trägt der Club im Zentralstadion aus.

## Persönlichkeiten
- Bobo-Usmon Baturow (* 1994), Boxer
- Patokh Chodiev (* 1953), belgisch-kasachischer Unternehmer
- Aziz Ganiev (* 1998), usbekischer Fußballspieler
- Sergei Lebedew (* 1948), russischer Politiker
- Abduvohid Neʼmatov (* 2001), Fußballtorhüter
- Hamid Olimjon (1909–1944), usbekischer Dichter
- Scharaf Raschidow (1917–1983), Parteisekretär der Kommunistischen Partei Usbekistans